# 內平二
小獅座21是在星座小獅座的一顆恆星。它的視星等大約是4.5等，黯淡的亮度使肉眼不易看見（參見波特爾暗空分類法）。由依巴谷衛星量測的視差估計，它距離地球大約92.1光年（28.2秒差距）。它被認為是天狼星超級星團的一員。
小獅座21的旋轉速度相當快，它的投影旋轉速度估計為155公里/秒，所以它的自轉至少得有那麼快。它被列為光譜類型A7V的的快速旋轉光譜標準星，而不是緩慢旋轉的標準星長蛇座2。它也是盾牌座δ型變星，視星等在4.47至4.52之間變動。
小獅座21有紅外過量，因此認為在它的周圍有一個岩屑盤。黑體擬合的溫度為60 K，軌道半徑為62 AU。